# Platja de Crosby
La platja de Crosby (en anglès, Crosby Beach) és part del Merseyside, a la costa nord de Liverpool, en el municipi metropolità de Sefton (Metropolitan Borough of Sefton), Anglaterra.

## Situació
La platja s'estén uns 3 quilòmetres al nord-oest des del moll de Seaforth (Seaforth Dock) al Port de Liverpool, a través de Waterloo, on se separa el mar del port esportiu, que passa per la piscina pública de Crosby (Crosby Swimming Baths) més enllà dels guardacostes de Blundellsands fins a l'estuari del riu Alt (River Alt).
El canal de navegació de vaixells de la badia de Liverpool (Liverpool Bay), que connecta el riu Mersey al Mar d'Irlanda, és paral·lel a la platja fins al voltant dels guardacostes, on surt cap al mar.

## Com arribar-hi
A la platja de Crosby s'hi pot arribar a peu des de l'estació de tren Hall Road, la de Waterloo o la de Blundellsands i l'estació de tren de Crosby. L'autobús número 53 passa per la carretera del sud (South Road), Waterloo, que para prop de l'estació de Waterloo. Molta gent camina 10 minuts des d'aquí fins al final de la carretera del sud, on comença el port esportiu i la platja de Crosby, que està situada sobre les dunes de sorra. També hi ha aparcament a la piscina pública de Crosby.

## Informació general

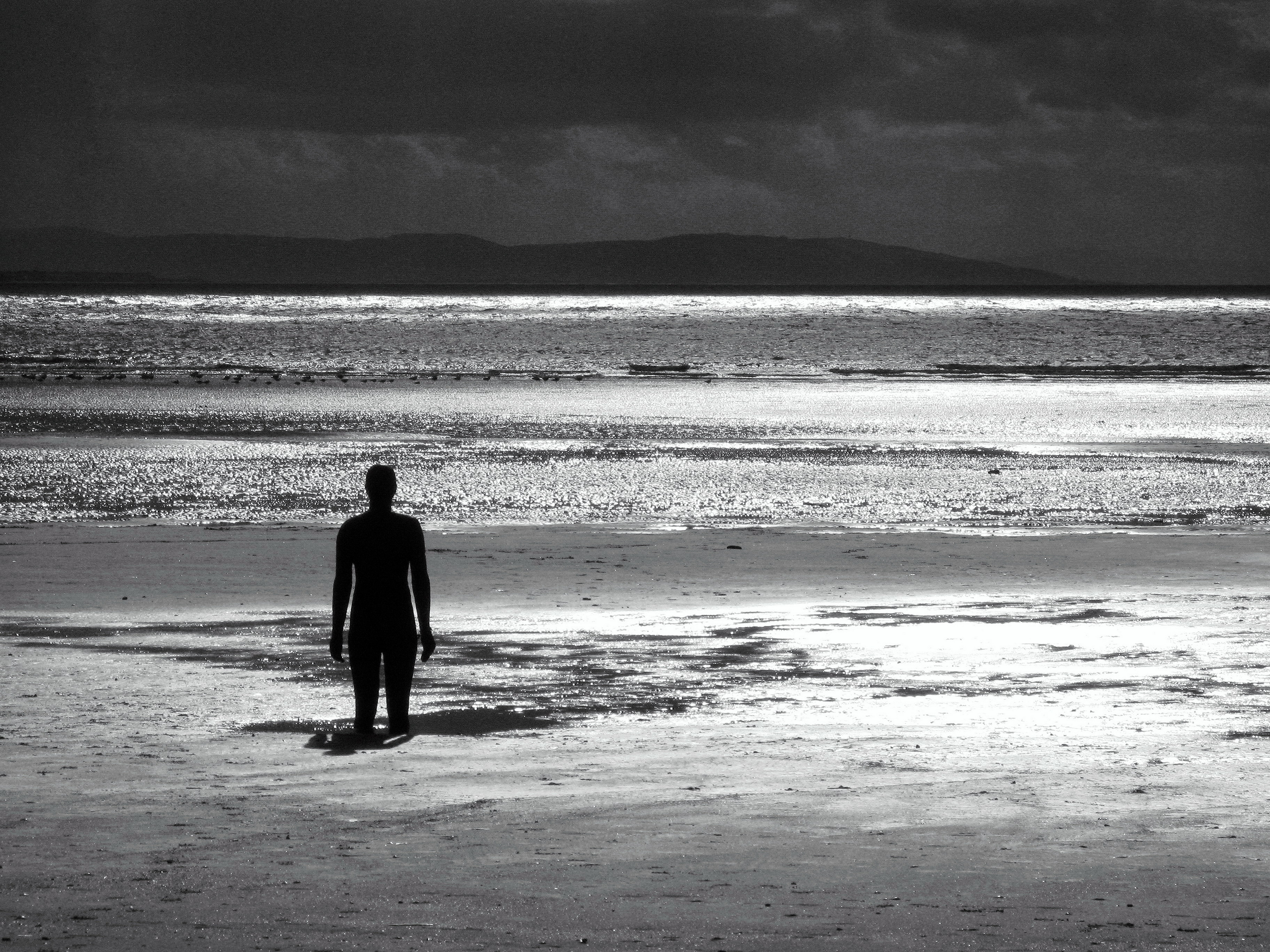
Un home de ferro d'Antony Gormley situat a la platja de Crosby.

La platja tenia canvis constants d'estat, és a dir, acostumava a tenir marea alta fins a arribar a les cases de primera línia de mar. El control de les dunes, que, actualment, encara està en curs i la construcció dels dics del mar van reduir els problemes.
A les antigues dunes al nord dels guardacostes, entre el mar i un dels clubs de golf més vells d'Anglaterra, The Lancashire Golf Club, s'hi han trobat algunes restes de les antigues defenses de la Segona Guerra Mundial.
Un tret diferencial d'aquesta platja és l'obra Another Place, d'Antony Gormley. Està formada per unes 100 figures que imiten el cos de l'artista, fetes de ferro colat, i estan col·locades separadament una de l'altra, mirant mar endins. Tenen una alçada de 189 cm i pesen uns 650 kg. Després de la reunió del Consell de Sefton (Sefton Council), el 7 de març de 2007, s'ha permès que hi romanguin de forma permanent.
S'ha fet, però, una reurbanització. La torre de radar de Seaforth (Seafton radar tower), que se situa a l'extrem sud de la platja, és d'accés públic i en aquest lloc s'ha construït un nou edifici, l'Observatori de Mersey (Mersey Observatory). Per tal de realitzar la reconstrucció es va organitzar una competició d'arquitectes, guanyada pels arquitectes Duggan Morris. Mentrestant, però, es va dur a terme un desplegament de llums instal·lats en aquest lloc com a part de la Capital Europea de la Cultura i del riu de Mersey Waterfront (Mersey Waterfront’s River) de l'esdeveniment de la llum (Light event). Es va proposar un règim d'un milió de lliures (1.172745.4 euros) per reconstruir el port esportiu pròxim com a part d'una oficina de turisme de la platja i Another Place. El nou centre es va obrir a finals de 2009 amb el nom de Crosby Lakeside Adventure Centre, i és també on es troba el club nàutic i de canoa Crosby Scout and Guide Marina Club.